# Bule Hora
Bule Hora (auparavant Hagere Mariam) est une ville d'Éthiopie, située dans la zone Ouest Guji de la région Oromia, sur la route entre Addis-Abeba et Moyale. Elle se trouve à 5° 38′ N, 38° 14′ E et à 1 716 mètres d'altitude. D'après le recensement de 2007, la ville compte 27 820 habitants ; elle est le centre administratif et la ville la plus peuplée de la zone Ouest Guji. 

## Histoire
Une église orthodoxe consacrée à Marie a été construite à l'emplacement actuel de la ville au début du XXe siècle (sans doute vers 1922), d'où son ancien nom amhara de Hagere Mariam. Il est toutefois possible qu'un marché ait déjà été présent auparavant. Sous la colonisation italienne, la ville est renommée Alghe. Elle devient chef-lieu de woreda et municipalité peu après la restauration de l'empire. 
Après la construction de la voie rapide reliant Addis-Abeba à Moyale (entre 1966 et 1970), la ville connaît une croissance démographique rapide. Une université est implantée à Bule Hora en 2008. La ville et ses environs sont touchés par des violences intercommunautaires en 2019. 